# Choerodon cyanodus
Choerodon cyanodus е вид лъчеперка от семейство Labridae.

## Разпространение
Видът е разпространен в Австралия (Западна Австралия, Куинсланд и Северна територия) и Папуа Нова Гвинея.